# Charles Norry
Charles Norry   (Charenton-le-Pont, 30 de setembre de 1756 - París, 16 de novembre de 1832), fou un arquitecte, dibuixant i escriptor francès.

## Biografia
Fou deixeble de Rousset i després de Charles de Wailly, a qui acompanyà a Rússia, Suïssa i Itàlia. Formà part de la comissió científica que acompanyà Napoleó a Egipte, i per iniciativa seva es fundà un institut a El Caire i fou després inspector general del Consell de Construccions Civils, membre del comitè consultiu dels edificis de la Corona i cap de la inspecció dels camins de París.
Va pertànyer al club del Portique républicain, exposà alguns dels seus treballs al Salon de 1799, i se li deu, a més a més, una Relation de l'expédition d'Égypte (París, 1799) i diverses obres de La Décade égyptienne (1799-1800).